# Myrmidon gris
Myrmotherula menetriesii
Espèce
Statut de conservation UICN

 LC  : Préoccupation mineure
Le Myrmidon gris (Myrmotherula menetriesii) est une espèce de passereaux de la famille des Thamnophilidae.

## Répartition

Aire de répartition de Myrmotherula menetriesii.

Cet oiseau se rencontre en Bolivie, au Brésil, en Colombie, en Équateur, au Guyana, en Guyane, au Pérou, au Suriname et au Venezuela.

## Liste des sous-espèces
Selon GBIF (17 mai 2024) :
- Myrmotherula menetriesii berlepschi Hellmayr, 1903
- Myrmotherula menetriesii cinereiventris P.L.Sclater & Salvin, 1868
- Myrmotherula menetriesii menetriesii (Orbigny, 1837)
- Myrmotherula menetriesii omissa Todd, 1927
- Myrmotherula menetriesii pallida Berlepsch & Hartert, 1902

## Classification
Le nom valide complet (avec auteur) de ce taxon est Myrmotherula menetriesii (d'Orbigny, 1837).
L'espèce a été initialement classée dans le genre Myrmothera sous le protonyme Myrmothera menetriesii d'Orbigny, 1837.
Ce taxon porte en français le nom vernaculaire ou normalisé suivant : Myrmidon gris.
Myrmotherula menetriesii a pour synonyme :
- Myrmothera spec D'Orbigny, 1837[2]
- Myrmothera menetriesii d'Orbigny, 1837[3]